# Ruth Chepngetich
Ruth Chepngetich, född 8 augusti 1994, är en kenyansk friidrottare.
Vid Världsmästerskapen i friidrott 2019 tog Chepngetich guld i maraton.
I juli 2025 stängdes hon tillfälligt av för doping efter att spår av hydroklortiazid hade hittats i ett dopingprov.